# Эстония на летних Олимпийских играх 1932
Эстония принимала участие в Летних Олимпийских играх 1932 года в Лос-Анджелесе (США) в четвёртый раз за свою историю, но не завоевала ни одной медали. Сборная страны состояла из двух спортсменов: Освальд Кяпп (выступавший в вольной борьбе) и Альфред Маасик (выступавший в ходьбе на 50 км).